# Anapaike

Anapaike é uma cidade do Suriname, localizada no distrito de Sipaliwini, a 84m do nível do mar.